# Orgères-en-Beauce
Orgères-en-Beauce és un municipi francès, situat al departament de l'Eure i Loir i a la regió de Centre – Vall del Loira. L'any 2007 tenia 1.089 habitants.

## Demografia

### Població
El 2007 la població de fet d'Orgères-en-Beauce era de 1.089 persones. Hi havia 370 famílies, de les quals 104 eren unipersonals (44 homes vivint sols i 60 dones vivint soles), 99 parelles sense fills, 135 parelles amb fills i 32 famílies monoparentals amb fills.
La població ha evolucionat segons el següent gràfic:
Habitants censats

### Habitatges
El 2007 hi havia 456 habitatges, 394 eren l'habitatge principal de la família, 30 eren segones residències i 33 estaven desocupats. 404 eren cases i 51 eren apartaments. Dels 394 habitatges principals, 266 estaven ocupats pels seus propietaris, 119 estaven llogats i ocupats pels llogaters i 9 estaven cedits a títol gratuït; 18 tenien dues cambres, 63 en tenien tres, 123 en tenien quatre i 189 en tenien cinc o més. 253 habitatges disposaven pel capbaix d'una plaça de pàrquing. A 198 habitatges hi havia un automòbil i a 149 n'hi havia dos o més.

### Piràmide de població
La piràmide de població per edats i sexe el 2009 era:
| Homes | Edats   | Dones |
| ----- | ------- | ----- |
| 0     | 95 o +  | 12    |
| 12    | 90 a 94 | 12    |
| 4     | 85 a 89 | 16    |
| 8     | 80 a 84 | 12    |
| 20    | 75 a 79 | 36    |
| 40    | 70 a 74 | 16    |
| 24    | 65 a 69 | 32    |
| 24    | 60 a 64 | 16    |
| 16    | 55 a 59 | 24    |
| 36    | 50 a 54 | 40    |
| 52    | 45 a 49 | 32    |
| 36    | 40 a 44 | 28    |
| 28    | 35 a 39 | 52    |
| 28    | 30 a 34 | 16    |
| 40    | 25 a 29 | 28    |
| 12    | 20 a 24 | 32    |
| 32    | 15 a 19 | 64    |
| 36    | 10 a 14 | 24    |
| 36    | 5 a 9   | 28    |
| 28    | 0 a 4   | 12    |

## Economia
El 2007 la població en edat de treballar era de 597 persones, 438 eren actives i 159 eren inactives. De les 438 persones actives 411 estaven ocupades (232 homes i 179 dones) i 28 estaven aturades (16 homes i 12 dones). De les 159 persones inactives 59 estaven jubilades, 41 estaven estudiant i 59 estaven classificades com a «altres inactius».

### Ingressos
El 2009 a Orgères-en-Beauce hi havia 397 unitats fiscals que integraven 1.027,5 persones, la mediana anual d'ingressos fiscals per persona era de 15.876 €.

### Activitats econòmiques
Dels 57 establiments que hi havia el 2007, 1 era d'una empresa extractiva, 4 d'empreses alimentàries, 1 d'una empresa de fabricació d'altres productes industrials, 10 d'empreses de construcció, 12 d'empreses de comerç i reparació d'automòbils, 6 d'empreses de transport, 2 d'empreses d'hostatgeria i restauració, 5 d'empreses financeres, 1 d'una empresa immobiliària, 6 d'empreses de serveis, 7 d'entitats de l'administració pública i 2 d'empreses classificades com a «altres activitats de serveis».
Dels 18 establiments de servei als particulars que hi havia el 2009, 1 era una gendarmeria, 1 oficina de correu, 3 oficines bancàries, 1 taller de reparació d'automòbils i de material agrícola, 1 paleta, 1 guixaire pintor, 1 fusteria, 2 lampisteries, 2 electricistes, 1 empresa de construcció, 1 perruqueria, 2 restaurants i 1 saló de bellesa.
Dels 7 establiments comercials que hi havia el 2009, 1 era una gran superfície de material de bricolatge, 1 una botiga de més de 120 m², 3 fleques, 1 una fleca i 1 una sabateria.
L'any 2000 a Orgères-en-Beauce hi havia 15 explotacions agrícoles que ocupaven un total de 1.507 hectàrees.

## Equipaments sanitaris i escolars
El 2009 hi havia 1 farmàcia i 1 ambulància.
El 2009 hi havia 1 escola maternal i 1 escola elemental.

## Poblacions més properes
El següent diagrama mostra les poblacions més properes.